# Felix Wissel
Felix Wissel (* 1. November 1978 in Alzenau-Wasserlos) ist ein deutscher Ringer und Kommunalpolitiker.

## Leben
Nach seinem Abitur am Hanns-Seidel-Gymnasium in Hösbach in studierte Felix Wissel an der Fachhochschule für öffentliche Verwaltung und Rechtspflege in Bayern und schloss als Diplom-Verwaltungswirt (FH) mit Auszeichnung ab.
Bis zu seinem Amtsantritt im Mai 2008 war Felix Wissel als verbeamteter Referatsleiter für Städtebau in der Stadtverwaltung von Alzenau tätig.

## Bürgermeister
Felix Wissel wurde am 2. März 2008 mit 73,64 % als Parteiloser zum 1. Bürgermeister in seiner Heimatgemeinde Mömbris im bayerischen Bezirk Unterfranken gewählt. Hier wurde nach dem vorzeitigen Abdanken seines Vorgängers, die Bürgermeister- wieder mit den Gemeinderatswahlen und der Kreistagswahl im Landkreis Aschaffenburg zusammengelegt. Bei der Bürgermeisterwahl am 16. März 2014 wurde er mit 96,49 % der Stimmen wiedergewählt. Die Wahlbeteiligung lag bei 54,08 %.

## Ringsport
Wissel war erfolgreicher Bundesligaringer im Kader der RWG Mömbris-Königshofen. 2001 holte er den deutschen Meistertitel im Freistil. Nach seiner Wahl zum Bürgermeister kündigte er seinen Rückzug aus dem Leistungssport an.